# ملعب لوكوموتيف (صوفيا)
ملعب لوكوموتيف (بالبلغارية: Стадион Локомотив)‏ هو ملعب متعدد الأغراض تم افتتاحه عام 1985 ويقع في العاصمة البلغارية صوفيا، يتسع لـ22,000 متفرج. ويعتبر الملعب الرسمي لفريق لوكوموتيف صوفيا لكرة القدم.